# Expédition de Louisbourg
Pour le siège de la ville l'année suivante, voir Siège de Louisbourg (1758).
Guerre de Sept Ans
Guerre de la Conquête
L'expédition de Louisbourg est une tentative britannique avortée de capturer la forteresse de Louisbourg sur l'Île Royale (actuelle île du Cap-Breton) pendant la guerre de Sept Ans et la guerre de la Conquête. C’est un succès défensif français car une expédition aussi importante que celle venue d’Angleterre réussit à dissuader la Royal Navy d’attaquer la place en 1757. À la fin de la campagne, une violente tempête disperse l'escadre anglaise et une épidémie de typhus décime l'escadre française.

## L’expédition française et anglaise

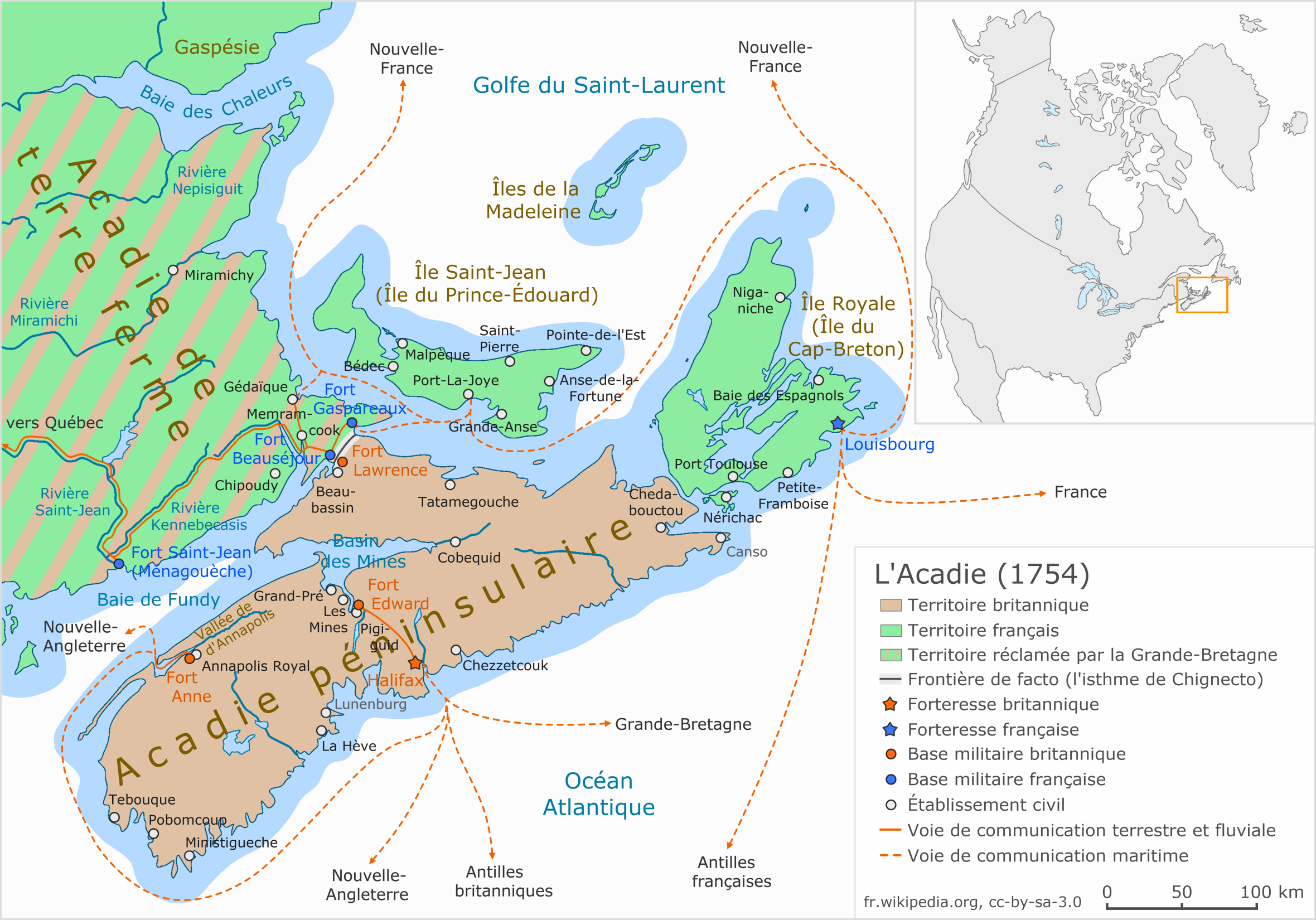
Carte de la région avec la Nouvelle-Écosse et Halifax au sud-ouest et l’Ile Royale avec Louisbourg au nord.

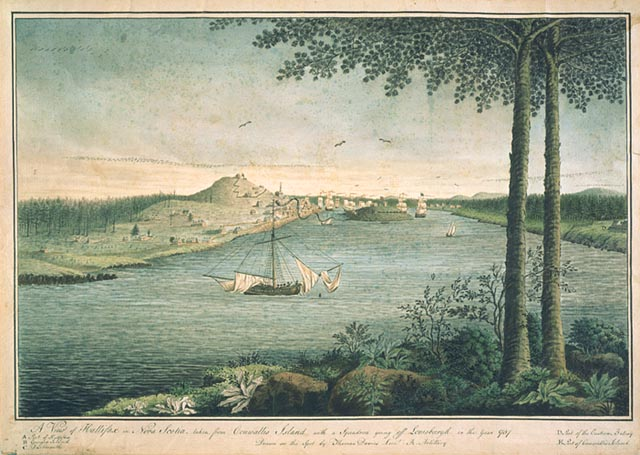
La flotte anglaise rassemblée à Halifax en 1757 en vue de l’attaque contre Louisbourg.

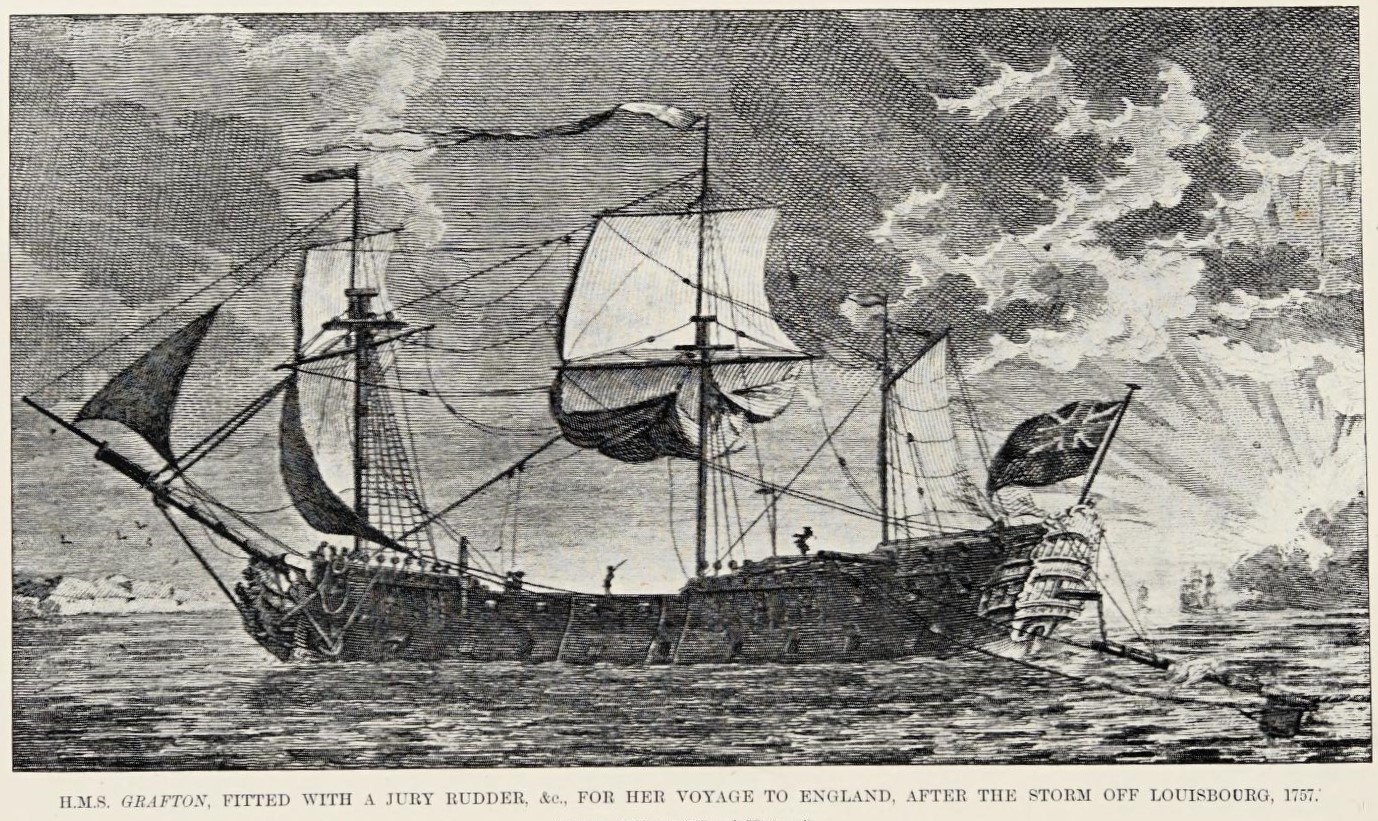
L’un des vaisseaux anglais endommagés après la tempête du 24 septembre.

En 1755 et 1756, malgré les tentatives d’interception, la flotte française a réussi à faire passer des renforts à Louisbourg et à Québec. Au début de 1757, la campagne reprend avec les mêmes enjeux : ravitailler le Canada français pour Versailles et s’en emparer pour Londres, dont l’objectif final est la destruction complète de l’Empire colonial français. Louisbourg représentant la clé de la défense du Canada, c’est sur elle que se concentrent encore une fois l’essentiel des efforts navals. Versailles, au courant des préparatifs anglais pour débarquer sur l’Île Royale, décide d’y constituer un important dispositif défensif en y faisant parvenir trois divisions navales.
La première quitte Brest le 30 janvier. Elle est placée sous les ordres du chef d’escadre Joseph de Bauffremont. Elle compte cinq vaisseaux et une frégate. Elle a aussi pour mission de passer par les Antilles afin de ravitailler Saint-Domingue puis de cingler vers l’Amérique du Nord. Beauffremont arrive à Louisbourg le 23 mai. La deuxième quitte Toulon le 18 mars. Elle compte quatre vaisseaux et deux frégates sous les ordres du capitaine Joseph-François de Noble du Revest. Malgré l’escadre anglaise de Saunders qui surveille le détroit de Gibraltar, elle réussit à passer dans l’Atlantique et arrive à Louisbourg le 15 juin. La troisième quitte Brest le 3 mai. Elle compte neuf vaisseaux et deux frégates, sous le commandement du lieutenant général Dubois de La Motte et arrive sans difficulté le 19 juin. Dubois de La Motte, qui assure le commandement général, dispose donc de dix-huit vaisseaux et cinq frégates pour défendre le port et la forteresse de Louisbourg. Il prélève deux vaisseaux qui sont envoyés ravitailler Québec et qui rentrent ensuite directement en France. Dubois de La Motte s’emploie ensuite à améliorer les fortifications de Louisbourg.
Du côté anglais, c’est Lord Loudon, le gouverneur général de Virginie, qui est chargé de planifier l’attaque. Les forces se concentrent à Halifax sur l’île voisine de la Nouvelle-Écosse, à une journée à peine de navigation. Au mois de juin, arrive d’Angleterre un convoi porteur de 5 300 hommes escorté par deux vaisseaux et quatre corvettes sous les ordres du contre-amiral Hardy. Le mois suivant, le vice-amiral Holburne vient mouiller avec quatorze vaisseaux et onze autres bâtiments de guerre. Au mois d’août arrive un quinzième vaisseau. Le 19 août, cette escadre mouille devant Louisbourg. Hardy et Holburne découvre alors l’étendue du dispositif français. Dubois de La Motte a établi des batteries sur divers points de la rade et a embossé dix vaisseaux en demi-cercle devant la passe. Surpris par ce déploiement de force, ils n’osent pas débarquer et se contentent d’une croisière avant de rentrer à Halifax. Mais les chefs anglais, qui ont des ordres stricts sont contraints de reprennent la mer et reparaissent devant la place avec un renfort de quatre vaisseaux. Cependant, le temps passe et ils n’osent toujours rien faire.

## Tempête et épidémie
Le 24 septembre, une tempête s’abat sur la région, balayant l’escadre anglaise. Le vent d’Est-Sud-Est drosse à la côte un vaisseau de 58 canons qui s’échoue et emporte avec lui 200 hommes d’équipage. Un sloop armé de 14 canons se perd corps et bien. Huit vaisseaux se retrouvent rasés comme des pontons. Quatre autres vaisseaux se retrouvent avec de graves avaries de mâture. L’escadre française est secouée elle aussi car les vents donnent en plein dans la rade de Louisbourg. Plusieurs vaisseaux cassent leurs câbles et s’échouent ; d’autres s’abordent. Un vaisseau de 80 canons et une frégate touchent des roches et doivent être mis en carène peu après pour en vérifier la coque.
Ces ennuis sont cependant minimes par rapport à ceux de l’escadre anglaise. Pendant quelques jours, Dubois de La Motte dispose d’une occasion unique d’attaquer pour s’emparer de la douzaine de vaisseaux anglais désemparés ou les détruire. Mais le vieux chef (74 ans), qui avait été jadis le compagnon d’arme de Duguay-Trouin lors de la prise de Rio laisse passer sa chance. Ses ordres lui recommandent la prudence (il doit défendre la place, pas chercher à livrer bataille) et l’état sanitaire de ses équipages est de plus en plus inquiétant.
Pour les Anglais la campagne est terminée. Le vice-amiral Holburne renvoie les vaisseaux les plus abimés en Angleterre avec le contre-amiral Hardy. Lui-même rentre à Halifax le 5 octobre puis s’empresse de remettre à la voile pour l’Europe. Ne reste dans la région qu’une division aux ordres du capitaine Melville. Dubois de La Motte, estimant à raison que Louisbourg ne risque plus rien, décide de rentrer lui aussi et prend la mer le 30 octobre. Le retour est très difficile. Le soir du départ, une tempête disperse l’escadre qui ne se reforme que le 9 novembre. Le mauvais temps va d’ailleurs accompagner l’escadre pendant tout le voyage.
La santé des équipages ne cesse de se dégrader. Plusieurs semaines avant le départ des Anglais, les vivres commençant déjà à être comptés, le scorbut avait fait son apparition. Plus grave, c’est maintenant le typhus qui se manifeste. L’épidémie touche tous les navires et ravage les équipages pendant la traversée. À l’arrivée à Brest, le 23 novembre, trois vaisseaux ont perdu tellement de matelots qu’ils ont toutes les peines du monde à manœuvrer dans la rade et le port. L’épidémie se transforme en désastre sanitaire lorsque les 5 à 6 000 malades débarqués contaminent la ville et ses environs, faisant à peu près 10 000 morts. S’y ajoute aussi quelques pertes militaires : alors que les Français ont laissé s’échapper un vaisseau anglais de 70 canons croisé en route le 20 novembre, deux de leurs cinq frégates ont été capturées.

## Les enseignements de la campagne
Cette campagne dans laquelle les deux marines ont mobilisé des moyens équivalent n’a rien donné et se termine par une forme de match nul. Pourtant, la Marine française, qui combat grosso modo à un contre deux, a réussi pour la troisième année consécutive à mettre à l’abri le Canada des entreprises anglaises même si l’alerte a été chaude. L’inquiétude a été très vive à Québec. Ce succès naval défensif était complété d’un succès terrestre offensif : pendant l’été, une expédition menée par Montcalm avait chassé les Anglais de la haute vallée de l’Hudson en s’emparant de Fort William Henry.
Cependant, l’épidémie de typhus qui a ravagé Brest et ses environs ne va permettre, faute d’hommes, que des armements limités en 1758. La Marine anglaise, qui dispose de moyens matériels et humains bien supérieurs va repartir à l’assaut en 1758 en ne trouvant devant elle que des effectifs réduits faute d’équipages assez nombreux pour constituer des flottes importantes. L’expédition de Louisbourg constitue la dernière grande opération navale victorieuse de la Marine française dans cette guerre. En 1758, année charnière du conflit, les Britanniques parviendront à s'emparer de Louisbourg, prélude à la chute du Canada français en 1759-1760.